# آبشار لانگ شیانگ
آبشار لانگ شیانگ (به انگلیسی: Langshiang Falls) آبشاری است که در مگالایا، هند واقع شده و ارتفاع کلی ریزشگاه آن ۳۳۷ متر (۱٬۱۰۶ فوت) است.